# South Bristol (Nowy Jork)
South Bristol – town w Stanach Zjednoczonych, w stanie Nowy Jork, w hrabstwie Ontario.
Powierzchnia town wynosi 42,02 mil² (około 109 km²). Według stanu na 2010 rok jego populacja wynosi 1590 osób, a liczba gospodarstw domowych: 1342. W 2000 roku zamieszkiwało je 1645 osób, a w 1990 mieszkańców było 1663.